# شلويزينغن
اشلويزينغن (بالألمانية: Schleusingen) هي بلدة ألمانية تقع في ألمانيا في هيلدبورغهاوزن. يقدر عدد سكانها بـ 5,726 نسمة .

## المدن التوأمة
مدينة بلتنبرغ هي مدينة توأمة لـاشلويزينغن.

## أعلام
- غوستاف هايم
- ميخائيل فرنك